# Saison 1 de Makaha Surf
La première saison de la série dramatique Makaha Surf a été diffusé du 2 juin 2006 au 28 juillet 2006 sur la chaîne américaine The N.

## Synopsis
Dans cette première saison, Lacey Farmer fuit ses problèmes familiaux pour partir à Hawaii afin de faire partie de l'équipe de surf WaveSync. Dès son arrivée, elle devient amie avec Kai Kealona et les deux autres filles faisant partie du WaveSync, Birdie Scott et Dawn Preston. Au lycée, Lacey fait la rencontre du beau Vin Keahi, l'ami d'enfance de Kai. Ce que Lacey ne sait pas c'est que Kai est folle amoureuse de Vin depuis toujours et le considère comme l'amour de sa vie. Lacey va donc essayer de résister aux avances et déclarations de Vin pour maintenir sa grande amitié avec Kai. Entre le surf, les problèmes familiaux, les peines de cœur et les amitiés mises en périls, cette saison va être mouvementé...

## Épisodes
| Numéro | Titre                        | Synopsis | Diffusion       |
| ------ | ---------------------------- | --- | --------------- |
| 1      | Bienvenue à Hawaii [1/2]     | Lacey Farmer fuit ses problèmes familiaux pour partir à Hawaii afin de gagner une place dans l'équipe de surf WaveSync. Mais ça ne va pas être aussi simple... | 2 juin 2006     |
| 2      | Que la meilleure gagne [2/2] | Quand Lacey a découvert que ce n'est pas aussi simple qu'elle le pensait, elle finit à la rue, sans endroit où aller. | 2 juin 2006     |
| 3      | Sexe, mensonge et vidéo      | Alors que Lacey essaye encore d'entrer dans l'équipe de surf WaveSync, Kai se dit que ses anciennes amies sont en train de saboter sa nouvelle vie. | 9 juin 2006     |
| 4      | Le salaire de la peur        | La première compétition de surf des WaveSync se prépare, et les quatre filles réalisent qu'elles doivent se donner à 100 %. | 16 juin 2006    |
| 5      | Premier rendez-vous          | Lacey fait la rencontre de Vin Keahi, l'ami d'enfance de Kai. Vin semble vraiment craquer pour Lacey et cette dernière aussi. Seulement Kai, qui est folle amoureuse de Vin depuis toujours, devient jalouse de son amie. | 23 juin 2006    |
| 6      | Petite fête entre amis       | Une soirée se prépare, et le coach des quatre surfeuses veut qu'elles y soient car il y aura des gens importants. Cette fête n'enchante pas vraiment Lacey, du coup, Vin lui propose de l'accompagner. Étant au courant des sentiments que Kai éprouve pour Vin, Lacey décline son invitation. Peu de temps après, Kai invite Vin à la soirée, celui-ci accepte. Mais lors de la soirée, le temps que Kai se prépare, Vin et Lacey partent ensemble surfer. Lorsque Kai les surprends, celle-ci devient jalouse. | 30 juin 2006    |
| 7      | Un choix difficile           | Lacey fait la promesse à Kai de ne plus revoir Vin, même s'il n'y a jamais vraiment eu entre eux. Lorsque Vin offre au milieu du lycée un bracelet à Lacey, celle-ci le lui redonne en disant qu'il n'y aura jamais rien entre eux. Lorsque Kai et Lacey vont déjeuner ensemble à la plage, elles croisent Vin. Mais Lacey s'en va pour les laisser seuls. Une fois rentrer, Lacey remarque le bracelet que lui avait donné Vin au poignet de Kai.                                                               | 7 juillet 2006  |
| 8      | The Big Hit                  | Kai apprend par téléphone que Lacey a embrassé Vin et que ces derniers sont ensemble. Folle de rage, elle demande à ses deux meilleures amies de tabasser Lacey. Seulement, les deux filles passent à l'acte juste après que Lacey a rompu avec Vin. | 14 juillet 2006 |
| 9      | Not Guts, No Glory           | À la suite de sa rupture avec Lacey, Vin se rapproche de Kai mais cette dernière est trop occupée à culpabiliser pour ce qui est arrivé à Lacey. Finalement, Vin et Kai finissent par se mettre ensemble. | 21 juillet 2006 |
| 10     | Birds and the Bees           | Une grande fête se prépare, et Kai compte faire l'amour avec Vin ce soir-là. Mais Vin la repousse lorsqu'il se rend compte qu'elle est droguée. Kai révèle à Lacey que c'est en fait elle qui a demandé à ses deux amies de la tabasser. Lacey lui dit que c'est pas grave et que c'est du passé. | 28 juillet 2006 |